# Calixthe Beyala

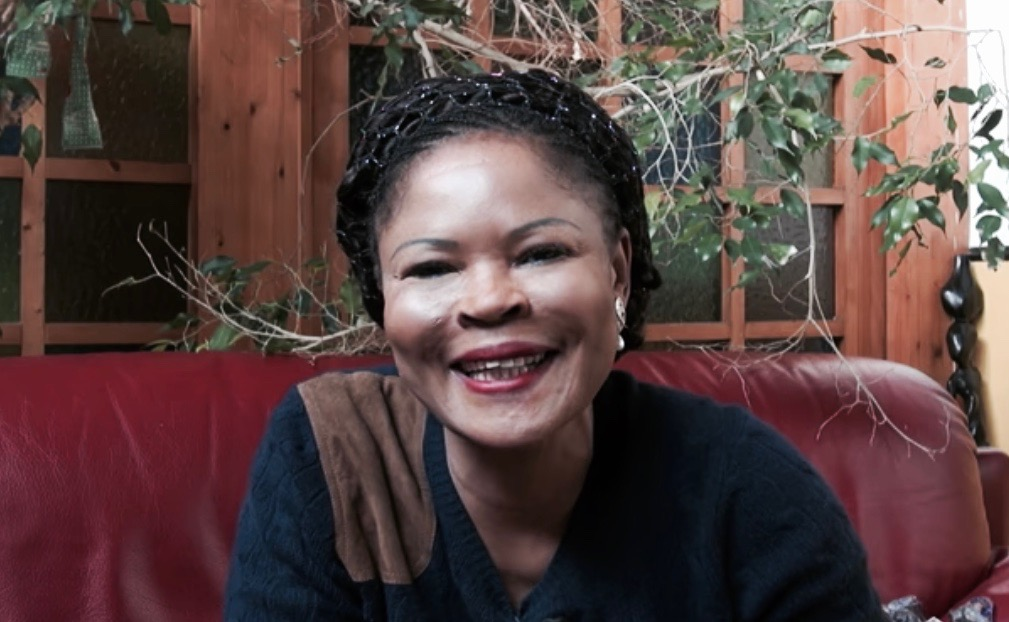
Calixthe Beyala

Calixthe Beyala (* 1961 in Douala) ist eine französische Schriftstellerin kamerunischer Herkunft.

## Lebenslauf
Beyala wurde als sechstes von zwölf Kindern geboren. Sie verbrachte ihre Kindheit getrennt von ihren Eltern und wuchs in sehr armen Verhältnissen auf. Sie beschreibt sich selbst als eher einzelgängerischen Charakter. Nach dem Schulbesuch in Douala und Bangui verließ sie das Land mit 17 Jahren und kam nach Frankreich, wo sie heiratete, ihr Abitur absolvierte und ein Studium in den Fächern Literaturwissenschaften und Betriebswirtschaftslehre abschloss. Sie lebte für einige Zeit in Málaga und Korsika, reiste durch Europa und Afrika und ließ sich mit ihren zwei Kindern in Paris nieder. 
Sie spricht ihre Muttersprache Eton (eine kleinere unter den vielen Sprachen Kameruns, die dem nordwestlichen Zweig der Bantusprachen angehört), kamerunisches Pidgin, Französisch, Spanisch und einige weitere afrikanische Sprachen.

## Themen
Calixthe Beyala ist trotz vieler Preise und Auszeichnungen nicht unumstritten. Es gab immer wieder Plagiatsvorwürfe; sie wurde bezichtigt, pornographisch zu schreiben, Männerhass zu propagieren und sich ihrer afrikanischen Wurzeln entfremdet zu haben. Diese Vorwürfe stammten insbesondere von männlichen afrikanischen Kritikern. Dies mag unter anderem an der Wahl ihrer Themen liegen, denn ihr inhaltlicher Schwerpunkt liegt bei Tabuthemen wie der Unterdrückung von Frauen in einer von Männern beherrschten Welt, der alltäglichen, von Männern verübten Gewalt gegen Frauen, der Ausbeutung von Frauen und Kindern durch Prostitution, der Praxis der weiblichen Beschneidung und der sozialen Pflicht der Frau, Kinder zu gebären.
In den späteren Romanen hinterfragt sie Themen wie die Mutterschaft, das Eltern-Kind-Verhältnis und die Werte, die traditionell der Familie zugesprochen werden. Weiterhin behandelt sie in ihrem Schreiben die weibliche Sexualität, lesbische Beziehungen, und sie plädiert für die Notwendigkeit einer interkulturellen weiblichen Gemeinschaft, beispielsweise in ihrem Essay Lettre d’une Africaine à ses sœurs occidentales (Brief einer Afrikanerin an ihre westlichen Schwestern). In ihrem Roman Le petit Prince de Belleville (Der kleine Prinz von Belleville), der in dem Pariser Stadtteil Belleville spielt, wird das Thema Migration von Afrika nach Europa aufgegriffen, die Handlung anderer Romane hingegen bleibt ganz in Afrika. Egal vor welchem Hintergrund, das Thema Leid und Emanzipation der Frau in einer patriarchalischen Gesellschaft spielt die zentrale Rolle. Meist sind die handlungstragenden Personen Frauen, die sich mit diesen Themen konfrontiert sehen.

## Werke
- C'est le soleil qui m'a brûlée. Paris: Èditions Stock, 1987. Roman. 
  - deutsch: Wen die Sonne liebt, den tötet sie, aus dem Französischen von Anna Schmidt; Rowohlt Taschenbuch, Reinbek bei Hamburg 1989 ISBN 3-499-12425-4
- Tu t'appelleras Tanga. Paris: Stock, 1988. Roman.
- Seul le diable le savait. Paris: Le Pré aux Clercs, 1990. Roman.
- Le Petit prince de Belleville. Paris: Albin Michel, 1992. Roman (dt. 1995 Der kleine Prinz aus der Vorstadt).
- Maman a un amant. Paris: Albin Michel, 1993. Roman.
- Assèze l'Africaine. Paris: Albin Michel, 1994. Roman (dt. 1996 Nahes, fernes Afrika).
- Lettre d'une Africaine à ses sœurs occidentales. Paris: Spengler, 1995. Essay.
- Les Honneurs perdus. Paris: Albin Michel, 1996. Roman (dt. 2016 Jenseits von Duala).
- La petite fille du réverbère. Paris: Albin Michel, 1998. Roman.
- Amours sauvages. Paris: Albin Michel, 1999. Roman (dt. Wilde Liebschaften).
- Lettre d'une Afro-française à ses compatriotes. (Vous avez dit racistes?). Paris: Mango, 2000. Essay.
- Comment cuisiner son mari à l'africaine. Paris: Albin Michel, 2000. Roman.
- Les arbres en parlent encore. Paris: Albin Michel, 2002 Roman.
- Femme nue femme noire. Paris: Albin Michel, 2003. Roman.
- La Plantation. Paris: Albin Michel, 2005. Roman.
- L'homme qui m'offrait le ciel. Paris: Albin Michel, 2007. Roman.
- Le Roman de Pauline. Paris: Albin Michel, 2009.